# Президентство Білла Клінтона

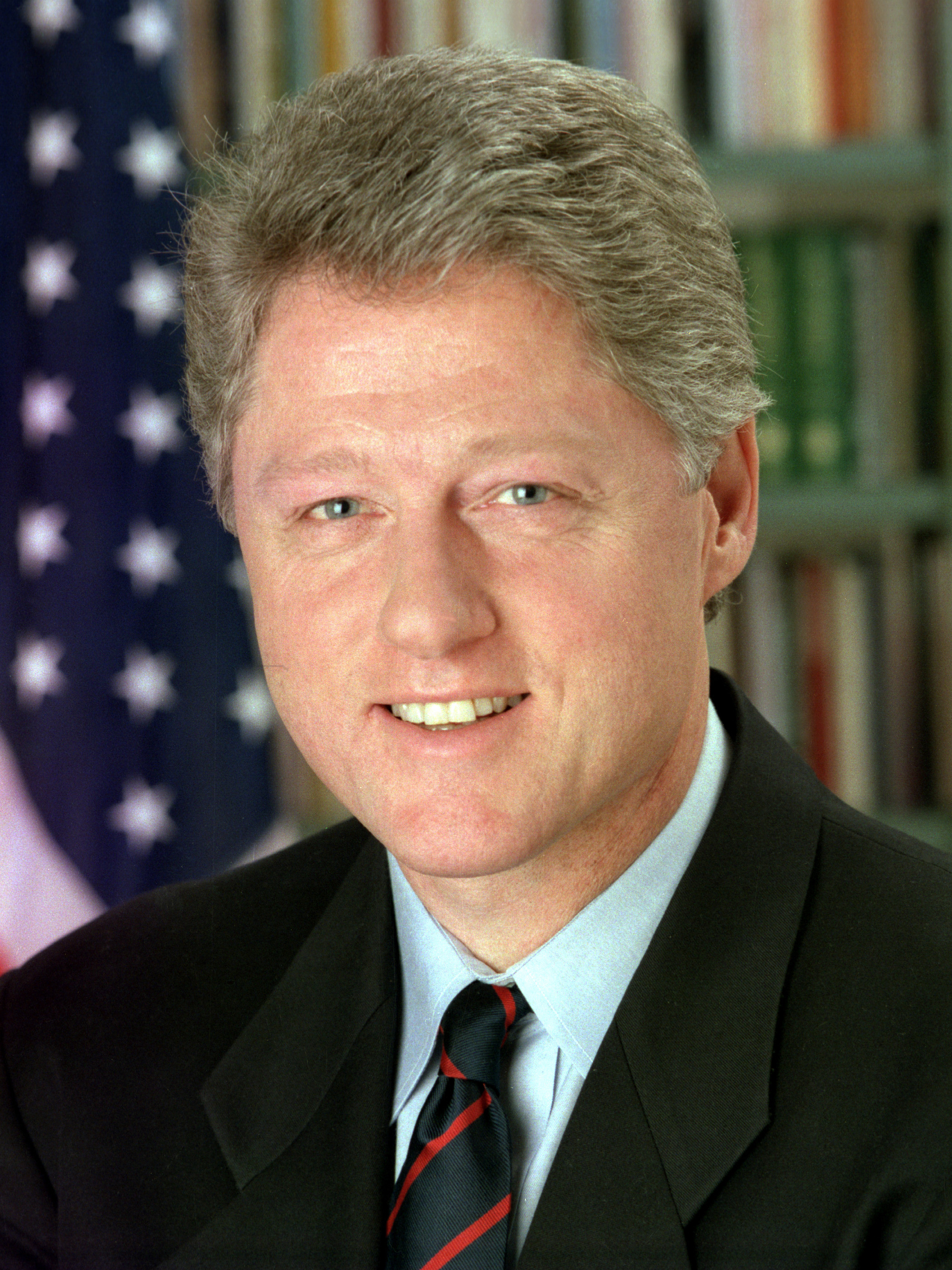
42 Президент США (1993—2001) Вільям Джефферсон «Білл» Клінтон.

Президентство Білла Клінтона розпочалося опівдні 20 січня 1993 року і закінчилося 20 січня 2001 року. Клінтон, демократ з Арканзасу, вступив на посаду після перемоги над діючим президентом республіканцем Джорджем Гербертом Вокером Бушем і незалежним кандидатом, бізнесменом Россом Перо на президентських виборах 1992 року. Через чотири роки, на виборах 1996 року, він переміг Перо і республіканця Боба Доула. На президентських виборах 2000 року його змінив республіканець Джордж Вокер Буш — син 41 президента США Джорджа Буша-старшого.
Клінтон залишив свою посаду з високими рейтингами схвалення, хоча його віце-президента Аль Гора переміг губернатор Техасу Джордж Буш із невеликим відривом на президентських виборах 2000 року. З моменту закінчення президентства Клінтона історики та політологи, як правило, оцінювали його як вище середньостатистичного президента.

## Президентські вибори 1992 року
3 жовтня 1991 року губернатор штату Арканзас Білл Клінтон висунув свою кандидатуру на пост президента США від Демократичної партії. Під час передвиборної кампанії упор робився на непростому економічному становищі, в якому перебувала країна за підсумками 12 років правління республіканців, і зокрема Джорджа Буша-старшого. Величезний державний борг, дефіцит бюджету, зростання безробіття і висока інфляція дозволили Біллу Клінтону проводити свою передвиборчу кампанію під гаслом «Це економіка, дурачок», зверненим в кінцевому рахунку до чинного президента Буша. У пам'яті виборців залишилися передвиборні обіцянки Клінтона: сприяти скороченню безробіття, здійснювати реформи в галузі охорони здоров'я в інтересах незаможних верств населення, скоротити податки на середній клас при збільшенні оподаткування заможних американців і знизити військові витрати.
Однак внаслідок переможної війни в Перській затоці (операція «Буря в пустелі») і з огляду на той факт, що стан справ в економіці був не настільки плачевним, як це намагалися довести в ході передвиборної кампанії Білл Клінтон і його соратники, вирішальної переваги, за численними опитуваннями громадської думки, кандидат від Демократичної партії не мав. Крім того, проблемою ставало питання про моральне обличчя Клінтона. В одному з телевізійних інтерв'ю, які Клінтон давав в ході демократичних праймеріз, він зізнався, що в роки перебування в Англії кілька разів «експериментував» з марихуаною. Клінтон обмовився, що він «не затягувався», наркотик йому не сподобався, і надалі він його не вживав. Також з'ясувалося, що Клінтон зумів уникнути призову під час війни у В'єтнамі за сприяння свого впливового родича.

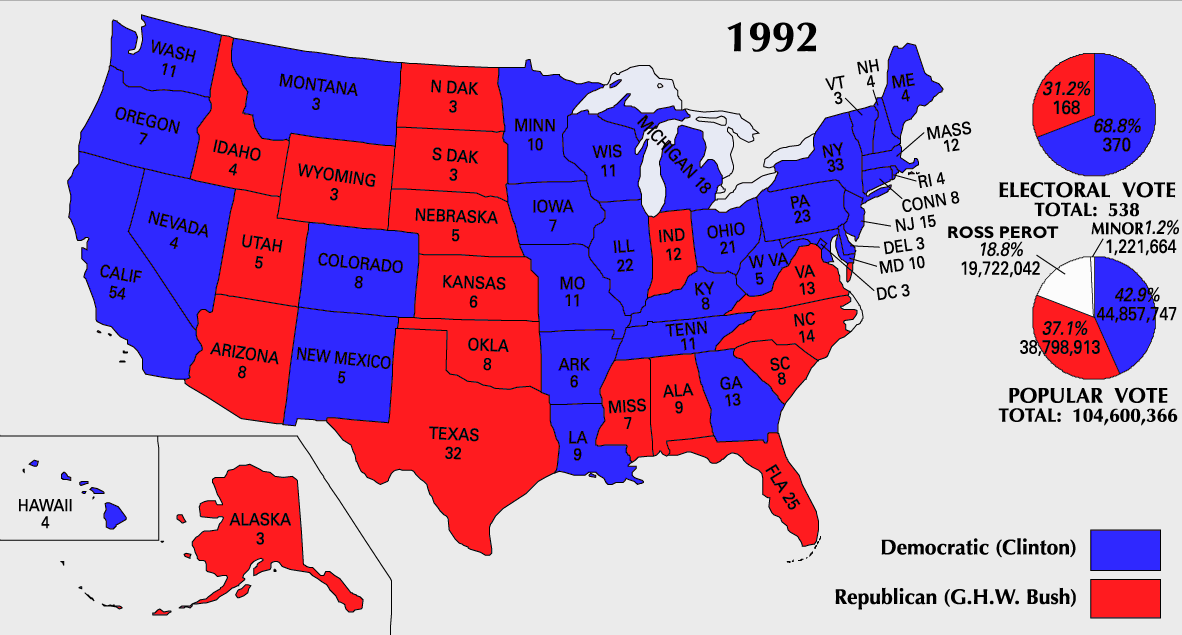
Карта результатів президентських виборів 1992 року

І тут на допомогу демократам прийшов незалежний кандидат Росс Перо (саме в його втручанні політологи і бачать головну причину поразки Буша), який був техасцем, як і Буш.
7 листопада 1992 року відбулися президентські вибори, на яких впевнено переміг Білл Клінтон. Клінтону вдалося вийти переможцем навіть у тих штатах, які завжди були оплотом республіканців. Подібного не було з часів Джона Кеннеді. Клінтон виграв 43 % голосів населення та велику більшість голосів у колегії виборників. Буш виграв 37,4 % голосів населення, а Перо — 18,9 %. Це найбільша кількість голосів, що отримала третя сторона чи незалежний кандидат у президенти з виборів 1912 року. Пізніші дослідження показали, що Перо вивів своїх виборців приблизно однаково від Клінтона та Буша. Перемога Клінтона включала виграш Північно-Східних Штатів, а також він виграв кілька штатів на Середньому Заході, Заході та Півдні. Під час паралельних виборів у конгреси демократи зберегли контроль над обома палатами Конгресу. Клінтон використав своє вступне звернення, щоб вирішити свій непевний мандат виборців та відсутність національного досвіду. Він багато уваги приділяв вивченню Біблії протестантів, його освіті в Католицькому Джорджтаунському університеті та вступних адрес Рональда Рейгана, Річарда Ніксона, Джона Кеннеді, Джиммі Картера та Вудро Вільсона.
Білл Клінтон був обраний на президентську посаду в 46 років, ставши третім наймолодшим президентом США після Теодора Рузвельта та Джона Кеннеді.

## Інавгурація
20 січня 1993 відбулася інавгурація Вільяма (Білла) Джефферсона Клінтона. В інавгураційній промові Клінтону вдалося донести до слухачів свою основну думку — необхідність змін і історичну значущість зміни поколінь у керівництва країни і приходу до влади молодих людей, які усвідомлюють свою «нову відповідальність».

## Адміністрація
Мак МакЛарті, давній друг Клінтона, який керував успішною діловою кар'єрою і обіймав посаду голови Арканзаської демократичної партії, став першим начальником штабу Клінтона. Клінтон переконав Ллойда Бентсена, давнього сенатора від Техасу та кандидата на посаду віце-президента демократів 1988 року, виконувати функції першого секретаря казначейства. На початку першого терміну Клінтона, Бентсен, директор OMB Леон Панетта, міністр праці Роберт Райх та координатор політики Роберт Рубін були головними економічними радниками Клінтона. Перший термін зовнішньополітичної команди Клінтона очолив Радник національної безпеки Ентоні Лейк та держсекретар Воррен Крістофер, обидва вони служили в адміністрації Картера. Віце-президент Гор та перша леді Хілларі Клінтон стали двома найвпливовішими діячами адміністрації Клінтона, і Клінтон висловив свою думку щодо широкого кола питань.

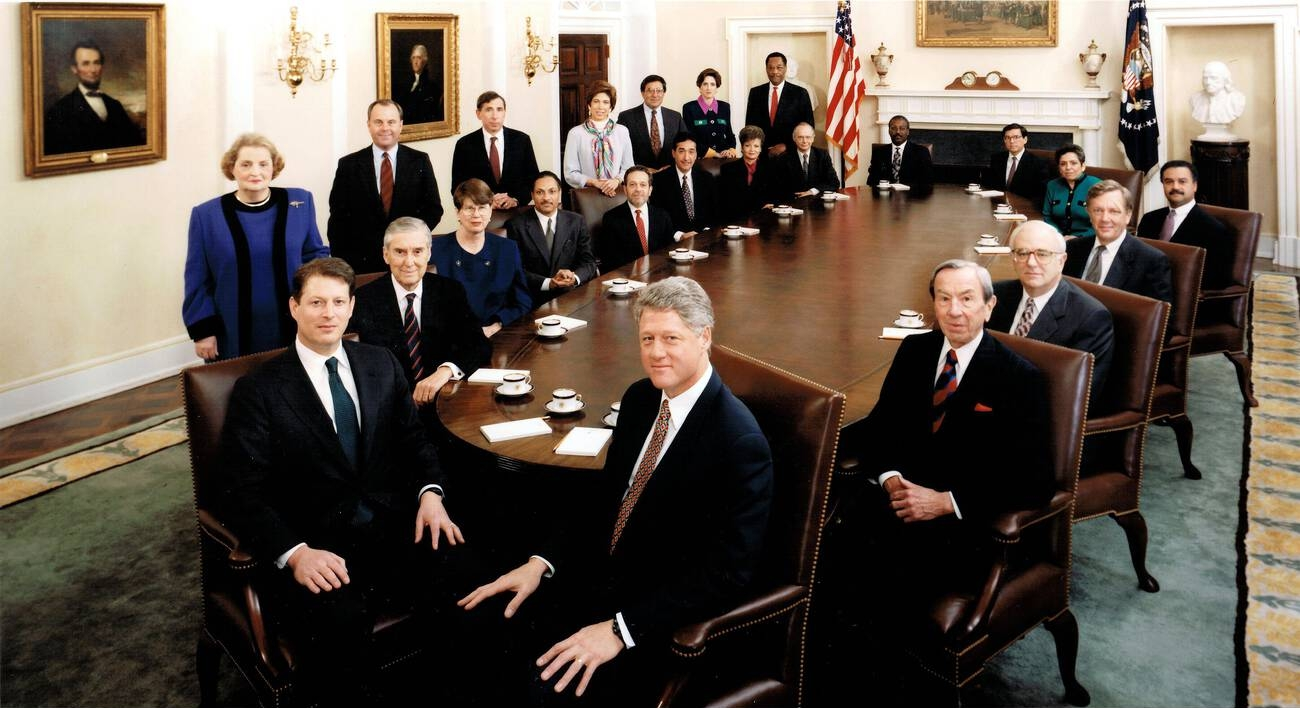
Кабінет Білла Клінтона, 1993 р.

Клінтон вирішив призначити першу жінку-генпрокурора, спираючись на маловідому корпоративну юристку Зою Бейрд. У тому, що стало відомим під назвою «Наннігейт», Комітет сенату з питань судової влади виявив, що Бейрд найняла перуанську пару, обох нелегальних іммігрантів, для роботи в її будинку. Бейрд зняла свою кандидатуру, і Клінтон наступною обрав Кімбу Вуд, яку швидко змусили відмовитися через дещо подібні проблеми. Джанет Рено, адвокат штату Флорида, була висунута на посаду генпрокурора через кілька тижнів, і вона отримала підтвердження в березні 1993 року. Після труднощів з цими кандидатурами, а також з Лані Гіньє, Клінтон привів Девіда Гергена, який раніше працював у республіканських адміністраціях, на посаду радника президента. Міністр оборони Лес Еспін пішов у відставку після битви в Могадішо, а його наступником став Вільям Перрі. Бенцен і МакЛарті також пішли з посади в 1994 році, і їх замінили відповідно Рубін і Панетта.
Після переобрання Клінтона Панетта відступив і його замінив колишній заступник начальника штабу Ерскін Боулз. Мадлен Олбрайт стала першою жінкою-міністром, Сенді Бергер замінив Лейк на посаді радника з національної безпеки, а колишній сенатор республіканців Вільям Коен став міністром оборони. За словами репортера Джона Харріса, тісний звіт Бергера з Клінтоном зробив його провідним зовнішньополітичним діячем другого терміну Клінтона, а також найвпливовішим радником з національної безпеки з часів Генрі Кіссинджера. Джон Подеста зайняв посаду начальника апарату в 1998 році, тоді як Лоуренс Саммерс замінив Рубіна на посаді міністра фінансів у 1999 році.

## Судові призначення
Клінтон призначив двох суддів до Верховного суду. Перша вакансія виникла в березні 1993 року, коли юрист Байрон Уайт повідомив Клінтону про своє майбутнє звільнення. Клінтон розглядав різних політичних лідерів, що висувалися на кшталт Маріо Куомо та міністра внутрішніх справ Брюса Баббітта, які, на його думку, можуть стати лідерами на корті аналогічно Ерлу Воррену. Після тижнів розгляду Клінтон почав прихильно призначати досвідченого юриста, і він проводив інтерв'ю зі Стівеном Брейєром та Рут Бейдер Гінзбург, обидва вони виконували функції федеральних апеляційних суддів. У червні 1993 р. Клінтон оголосив про висунення Гінзбург, і через два місяці вона була підтверджена Сенатом, що зробило її другою жінкою, яка служила у Верховному суді після Сандри Дей О'Коннор. Гаррі Блекмун пішов у відставку в 1994 році, і Клінтон успішно висунув Брейєра на зміну Блекмуну. Призначення не сильно вплинули на ідеологічну рівновагу Ренквістського суду, оскільки консерватори продовжували утримувати вузьку більшість у Верховному суді.
Клінтон також призначив 66 суддів апеляційних судів США та 305 суддів окружних судів США. Серед апеляційних призначень Клінтона були майбутні судді Верховного суду Соня Сотомайор, а також Меррік Гарланд, який був висунутий до Верховного суду у 2016 році.

## Внутрішні справи

### Бюджет

#### (OBRA-93)
Клінтон успадкував основні дефіцити бюджету, що залишилися від адміністрацій Рейгана та Буша. У 1992 фінансовому році дефіцит складав 290 мільярдів доларів. Щоб скоротити дефіцит, Бенцен, Панетта та Рубін закликали Клінтона продовжувати як збільшення податків, так і скорочення витрат. Вони стверджували, що, стримуючи дефіцит, Клінтон закликав голову Федеральної резервної системи Алана Грінспена знизити процентні ставки, що поряд із підвищенням довіри серед інвесторів призведе до економічного буму. Деякі радники Клінтона також вважали, що зосередження уваги на зменшенні дефіциту буде політично вигідним, оскільки це потенційно може допомогти демократам позбутися своєї передбачуваної репутації «податків та витрат». Хоч міністр праці Роберт Рейх стверджував, що застійний прибуток є більшою економічною проблемою, ніж дефіцит, Клінтон вирішив продовжити скорочення дефіциту, як головного економічного пріоритету свого першого року роботи. Роблячи це, він неохоче відмовився від зниження податків середнього класу, якого він відстоював під час кампанії.
Клінтон представив свій проєкт бюджету в Конгрес в лютому 1993 року, пропонуючи поєднання збільшення податків і скорочення витрат, які б скоротити дефіцит в два рази до 1997 року. Республіканські лідери рішуче виступали проти будь-якого підвищення податків, і вони чинили тиск на республіканців в Конгресі, щоб об'єднатися в опозиції до бюджету Клінтона і жоден республіканець не проголосував би за запропонований законопроєкт Клінтона. Демократи в Сенаті усунули реалізацію нового податку на енергоносії на користь збільшення податку на бензин, але Клінтон успішно чинив опір спробам перемогти запропоноване розширення кредиту з податку на прибуток. За вузькою відмінністю Сенат та Палата представників прийняли версії бюджетного законопроєкту Клінтона, і конференція комітету вирішила розбіжності між Палатою та Сенатом. Палата прийняла остаточний законопроєкт у голосуванні 218—216. Після напруженого лобіювання Боба Керрі та інших демократичних сенаторів Клінтон виграв свій законопроєкт у Сенаті у 50–50 голосів, Віце-президент Гор порушив рівність голосів. Клінтон підписав Закон про бюджет 1993 року (OBRA-93) 10 серпня 1993 року. Законопроєктом передбачено скорочення видатків на 255 мільярдів доларів протягом п'ятирічного періоду, причому значна частина цих скорочень стосується Медікер та військових. Також було передбачено 241 мільярд доларів нових доходів за п'ять років, більша частина цих доходів надходила від збільшення податку на бензин або від вищих податків на тих, хто заробляв понад 100 000 доларів на рік.

#### Урядові шатдауни
Після того, як республіканці взяли під контроль Конгрес на виборах 1994 року, голова Палати Нют Гінгріх пообіцяв консервативну «революцію», яка впровадить зниження податків, реформу добробуту та значні скорочення внутрішніх витрат. У перші сто днів 104-го конгресу Гінгріху не вдалося здійснити серйозних консервативних реформ, але багато спостерігачів продовжували замислюватися, чи спікер не захопить керування внутрішньою політикою з посади президента. Тим часом, із консерватизмом у зростанні та лібералізмом Нового Курсу у відступі, Клінтон сподівалася створити новий консенсус, який не повністю відкидає урядовий інтервенціонізм. У відповідь на виборчу поразку своєї партії Клінтон найняв консультанта Діка Морріса, який виступав за те, щоб Клінтон проводив політику триангуляції між консервативними республіканцями та ліберальними демократами. Співпрацювавши з деякими республіканськими ідеями, Морріс стверджував, що Клінтон може збільшити власну популярність, одночасно блокуючи можливість кардинальних реформ, які підтримують деякі консерватори.
Республіканський конгрес представив Клінтону план бюджету, який скорочував витрати Медікер та запроваджував значні зниження податків для заможних, давши йому термін затвердження законопроєкту до 14 листопада 1995 року. Після закінчення цього терміну уряд був би змушений тимчасово припинити роботу через брак фінансування. У відповідь Клінтон представив свій власний план, який не передбачав скорочення витрат Медікер, але збалансовував бюджет до 2005 року. Оскільки Клінтон відмовився підписувати республіканський законопроєкт, основні частини уряду призупинили операції, поки Конгрес не вжив заходів зупинки. Уряд знову відмовився від 16 грудня після того, як Клінтон наклав вето на пропозицію республіканського бюджету, яка б розширила зниження податків для заможних, скоротила витрати на соціальні програми та переклала контроль над Медікер на штати. Після 21-денного шатдауну уряду республіканці, побоюючись, що багато людей сприймуть їх екстремістами, прийняли бюджет Клінтона.

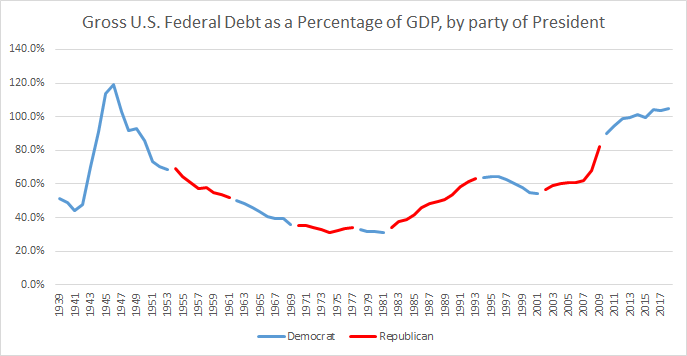
Валовий федеральний борг США у відсотках до ВВП від політичної партії Президента

#### Профіцит бюджету
У поєднанні з сильною економікою план скорочення дефіциту 1993 року щорічно зменшував дефіцит бюджету. З покращенням стану федерального бюджету Клінтон та республіканці Конгресу у 1997 році досягли бюджетної угоди, яка передбачала порівняно невеликі зміни до бюджету. У 1998 році федеральний уряд відчув перше сальдо бюджету з 60-х років. Відображаючи важливість профіциту бюджету, New York Times описав кінець бюджетного дефіциту як «фіскальний еквівалент падіння Берлінської стіни». Хоча лідери республіканців закликали до значного зниження податків у світлі бюджетного надлишку, Клінтон успішно чинив опір будь-яким значним змінам бюджету протягом останніх трьох років свого терміну. У 1997 році Клінтон погодився на угоду з республіканцями, яка знизила ставку податку на приріст капіталу до 18 відсотків, здійснила податковий кредит у розмірі 500 доларів США, збільшила фінансування охорони здоров'я дітей та підвищила федеральний податок на сигарети з 24 до 39 центів за пачку. Однак республіканці заблокували деякі прихильні політики Клінтона, включаючи підвищення федеральної мінімальної заробітної плати та законодавство, призначене для забезпечення ліків, що відпускаються за рецептом, для літніх людей.

### Охорона здоров'я

#### План охорони здоров'я 1993 року
Коли Клінтон вступив на посаду, приблизно двадцятьом відсоткам дорослим американцям бракувало медичного страхування, незважаючи на те, що США витратили більше на медичну допомогу, ніж інші розвинені країни. Багато лібералів виступали за створення системи охорони здоров'я з єдиними платниками, схожою на Канаду, тоді як група республіканців Конгресу розробила план, що складається з урядових субсидій та виконання мандату, який вимагатиме від людей придбання страхування. Адміністрація сформувала цільову групу на чолі з першою леді Гілларі Клінтон, якій було доручено створити план, який передбачав би універсальну охорону здоров'я. Хоча Гілларі вела подібні зусилля щодо реформи освіти в Арканзасі, призначення дружини президента на таку важливу посаду викликало суперечки. Відхиляючи вимоги до системи, що сплачує єдину платню, Клінтон запропонував план охорони здоров'я, заснований на розширенні медичного страхування на основі роботодавців. Особи, не застраховані роботодавцями, були б застраховані урядом. План також розширить регуляторну роль уряду в концепції, відомій як «керована конкуренція», при цьому уряд встановить мінімальний рівень вигод, який може забезпечити кожен план. Крім того, план не дозволить страховикам стягувати з клієнтів різні тарифи на основі віку та раніше існуючих умов.
Після виграшу ухвалення OBRA-93 та ратифікації NAFTA в 1993 р. Клінтон зробив охорону здоров'я своєю головною сферою законодавчого спрямування в 1994 році. Хоча багато корпорацій підтримали пропозицію охорони здоров'я Клінтона в надії зменшити власні витрати, ще кілька інших групи рішуче заперечували проти плану. Ліберали критикували Клінтона за те, що він не пропонував більш далекосяжних реформ, а консерватори атакували на розширення уряду. Групи інтересів проводили рекламні кампанії, в яких стверджувалося, що законопроєкт про охорону здоров'я Клінтона призведе до нормування медичної допомоги, зменшення вибору та збільшення витрат. Рекламна кампанія Медичної страхувальної асоціації Америки «Гаррі і Луїза» виявилася особливо важливою у впливі на громадськість проти законопроєкту про охорону здоров'я Клінтона. Тим часом конгресмени Ньют Гінгріч та оглядач Вільям Крістол переконували республіканців Конгресу протистояти будь-якій формі компромісу. Рішення Клінтона не брати участь з демократами Конгресу та поміркованими республіканцями в 1993 році, і його власна відмова піти на компроміс з різними аспектами законопроєкту ще більше пошкодила будь-яку надію прийняти основний законопроєкт про охорону здоров'я. Республіканці об'єдналися проти його плану і розділили свою власну партію, Клінтон вирішив відмовитися від реформи охорони здоров'я в вересні 1994 р.

#### Інше законодавство про охорону здоров'я
Протягом місяця після вступу на посаду Клінтон підписав Закон про відпустку у справах сім'ї та лікарні 1993 року. Акт, на який Буш двічі наклав вето, гарантував працівникам до 12 тижнів неоплачуваної медичної відпустки з певних медичних та сімейних причин, включаючи вагітність.
У серпні 1996 року Клінтон підписав Закон про мобільність та підзвітність медичного страхування. Двопартійний законопроєкт надав людям право зберігати свій страховий план, якщо вони змінили роботу, а також містив кілька інших реформ в галузі охорони здоров'я. У жовтні 1996 р. Сенатор Тед Кеннеді представив законопроєкт про охорону здоров'я дітей малозабезпечених верств населення, який буде фінансуватися за рахунок збільшення податку на сигарети на 75 центів. Працюючи з Клінтоном та республіканським сенатором Оріном Хетчем, Кеннеді виграв у 1997 році програму дитячого медичного страхування.

### Реформа добробуту
Незабаром після закінчення відставки уряду Клінтон заявив про свій план здійснити серйозні зміни в програмі «Допомога сім'ям з неповнолітніми дітьми» (AFDC), яка надала фінансову допомогу малозабезпеченим сім'ям з дітьми. Клінтон вважав, що програма ненавмисно затримує багато бідних сімей та людей у циклі бідності, і він виступає за переведення фінансування з AFDC на програми навчання на роботі та догляду за дітьми. Республіканці поділили мету Клінтона провести серйозні зміни в системі добробуту, але вони не бажали фінансувати програми навчання на робочому місці і хотіли не допустити легальних іммігрантів до отримання соціальних виплат. Клінтон двічі наклав вето на республіканські плани, які припинили AFDC, але він, врешті-решт, вирішив, що підтримає республіканський план реформ, а не реформи. У липні 1996 р. Клінтон підписав Закон про особисту відповідальність та можливість роботи, який скасував AFDC. Замість цього законопроєктом було створено програму «Тимчасова допомога для нужденних сімей» (TANF), яка встановлювала нові вимоги до роботи та обмежувала їхнє життя для одержувачів допомоги та перекладала відповідальність за адміністрування програм на держави. Частково завдяки покращенню економіки та розширенню отриманого податку на прибуток, кількість американців, які отримують грошову державну допомогу, зменшилася з 12,2 млн у 1996 р. До 5,3 млн. У 2001 р.

### Економіка
Клінтон головував у «економіці Голділокса», періоді низької інфляції та низького рівня безробіття. Протягом 1990-х років середній показник промислового індексу Доу-Джонса збільшився вчетверо, а частка сімей з інвестиціями в акції зросла з 32 відсотків у 1989 році до 51 відсотків у 2001 році. Нерівність у доходах також зросла, оскільки найбагатші домогосподарства заробляли вищу частку загального доходу. Тим не менше, середній дохід домогосподарств, скоригований на інфляцію до 2000 доларів, зріс з 38 262 доларів у 1995 р. До 42151 доларів у 2000 р. До 2000 р. Рівень безробіття знизився до чотирьох відсотків, тоді як рівень бідності знизився до 11,3 відсотка.

Девід Грінберг, професор історії та медіа-досліджень в університеті Ратгерса, висловив думку про те, що:
До кінця президентства Клінтона, цифри були рівномірно вражаючими. Окрім рекордно високих надлишків та рекордно низьких рівнів бідності, економіка може похвалитися найдовшим економічним розширенням в історії, найнижчий рівень безробіття з початку 1970-х років, і найнижчий рівень бідності для одиноких матерів, чорношкірих американців та людей похилого віку.
Клінтон запропонував пакет економічних стимулів на суму 30 мільярдів доларів у перший рік свого перебування на посаді, але його пропозиція була заблокована республіканським Сенатом, і він не зміг би перемогти у прийнятті будь-якої подібної пропозиції до кінця свого президентства. Клінтон обіймав посаду в той час, коли монетаризм витіснив кейнсіанство як домінуючу теорію економічного зростання серед багатьох у Вашингтоні. Відповідно до теорії монетаризму, фіскальна політика Клінтона мала б відносно невеликий вплив на економіку. Натомість монетаристи стверджували, що економікою керувала Федеральна резервна рада керуючих, група призначених посадових осіб, які встановлюють грошово-кредитну політику. Протягом усього президентства Клінтона Алан Грінспан обіймав посаду голови Федеральної резервної системи, і він став особливо відомим громадським діячем, коли економіка покращувалася в середині-кінці 1990-х. Хоча значна частина заслуг за сильну економіку була покладена на Грінспана, адміністрація Клінтона також баштувала схвалення американців, які користувалися благами сильної економіки, а хороші економічні умови допомогли Клінтону залишатися популярним, незважаючи на суперечки щодо його особистого життя.
| Рік  | Дохід  | Витрати | Надлишок / дефіцит | ВВП     | Борг як% від ВВП |
| ---- | ------ | ------- | ------------------ | ------- | ---------------- |
| 1993 | 1154.3 | 1409.4  | -255.1             | 6794.9  | 47.8             |
| 1994 | 1258.6 | 1461.8  | -203.2             | 7197.8  | 47.4             |
| 1995 | 1351.8 | 1515.7  | -164.0             | 7583.4  | 47.5             |
| 1996 | 1453.1 | 1560.5  | -107.4             | 7978.3  | 46.8             |
| 1997 | 1579.2 | 1601.1  | -21.9              | 8483.2  | 44.5             |
| 1998 | 1721.7 | 1652.5  | 69.3               | 8954.8  | 41.6             |
| 1999 | 1827.5 | 1701.8  | 125.6              | 9510.5  | 38.2             |
| 2000 | 2025.2 | 1789.0  | 236.2              | 10148.2 | 33.6             |
| 2001 | 1991.1 | 1862.8  | 128.2              | 10564.6 | 31.4             |

### Дерегуляція

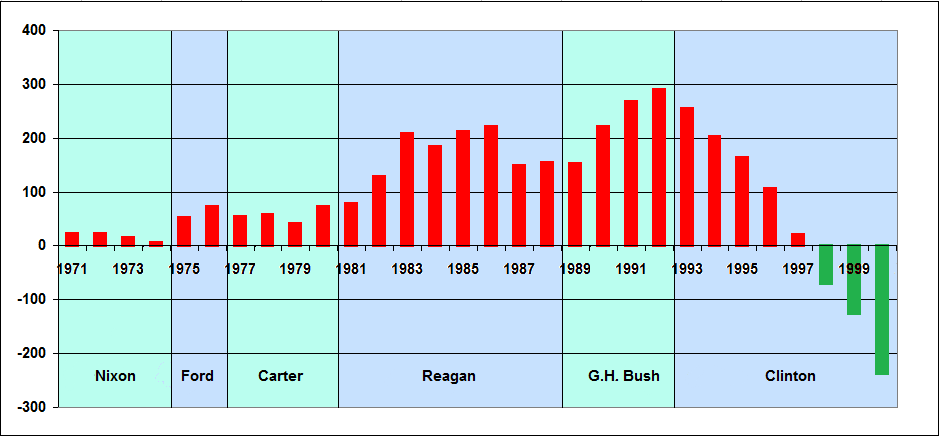
Бюджетний дефіцит та надлишки в мільярдах доларів, 1971—2001

Клінтон керував періодом дерегуляції в телекомунікаційних та фінансових галузях. У 1999 році Клінтон уклав закон про Грамм-Ліч-Блілі (GLBA). Закон скасував положення Закону Гласс-Стігалла, який зобов'язував банки або класифікувати себе як комерційний банк, який підлягав федеральному нагляду та захисту, як страхування вкладів, або як інвестиційні банки, який стикався з меншими правилами, але не користувався федеральним захистом. Індустрія фінансових послуг та її союзники намагалися скасувати це положення GLBA з 1980-х, і вони, нарешті, були успішними завдяки співпраці Міністра фінансів Рубіна та інших членів адміністрації Клінтона, які вважали, що фінансова галузь США потребує більш слабкого регулювання для того, щоб воно залишалося конкурентоспроможним. Законопроєкт прийняли обидві палати Конгресу лише з мінімальним опором. Протистояння плану виходили насамперед від лібералів, таких як сенатор Пол Велстоун, який побоювався, що більш слабкі банківські правила призведуть до фінансових криз.
Незадовго до того, як покинути посаду, Клінтон підписав Закон про модернізацію товарних ф'ючерсів 2000 року, який дерегулював торгівлю деривативами. Законопроєкт також включав «Лазівку Енрона», яка зменшила регулювання торгівлі енергією з боку таких компаній, як «Енрон». Клінтон також підписав Закон про телекомунікації 1996 р., який являв собою перший капітальний ремонт Закону про зв'язок 1934 року.

### Соціальні проблеми
Клінтон підтримав право гомосексуальних осіб на службу в армії, і разом з міністром оборони Лес Аспіном він розробив план, який дозволив відкрито гей-особам служити в армії. Пропозиція Клінтона отримала серйозну відмову від військових керівників, особливо морського коменданта Карла Ептінга Мунді-молодшого. У відповідь генерал Колін Пауелл запропонував компромісне рішення, в якому військові не запитуватимуть новобранців про їх сексуальну орієнтацію, але зберігають право звільняти тих, хто гей. Клінтон чинив опір компромісній політиці, яка стала називатися «не запитай, не кажи», але лідери Конгресу обох сторін дали зрозуміти, що вони скасують будь-яке виконавче розпорядження, що дозволить гей-людям відкрито служити в армії. Клінтон врешті-решт прийняв політику «не запитай, не кажи», та про те, за десять років приблизно 10000 людей були звільнені зі збройних сил після того, як вони показали свою гомосексуальність. У вересні 1996 року Клінтон підписав захист закону про шлюб, який заперечує федеральне визнання одностатевих шлюбів.
Після вступу на посаду Клінтон скасував наказ про заборону, який перешкоджав консультуванню щодо абортів у клініках, що фінансуються федеральним бюджетом. Він також підписав розпорядження, що дозволяє використовувати тканину плода в медичних дослідженнях. Ці ранні кроки політики означали розрив Клінтона із соціально консервативною політикою його попередників. Клінтон також підписав Закон про свободу доступу до вступу до клініки, який зробив федеральним злочином перешкоджання абортам і місцям культу.
У листопаді 1993 року Клінтон підписав Закон Брейді про запобігання насильству, який вимагав попередньої перевірки покупців зброї. У 1994 році Клінтон підписав Закон про боротьбу з насильством та правопорядком, який включав положення, відоме як Федеральна заборона зброї. Закон про боротьбу з насильством та правопорядком забезпечив фінансування 100 000 місцевих представників правоохоронних органів та встановив федеральний закон про три страйки, який посилив кримінальні покарання для повторних злочинців. Федеральна заборона зброї заборонила продаж декількох видів напівавтоматів, але положення не поширювалося на 1,5 мільйона напівавтоматичних гвинтівок, які вже були у володінні приватних власників, а також не стосувалося інших видів зброї.

### Екологізм
Хоча ліберальні демократи надавали екологізму більш високий пріоритет, ніж Клінтон, орієнтований на економіку, адміністрація Клінтона відповіла на вимоги населення щодо охорони навколишнього середовища. Клінтон створив 17 національних пам'яток наказом, заборонивши комерційну діяльність, таку як лісозаготівля, видобуток та буріння нафти чи газу. Клінтон також наклав постійне заморожування буріння в морських заповідниках. Інші президентські та відомчі розпорядження захищали різні водно-болотні угіддя та берегові ресурси та поширювали існуючий мораторій на нові оренди нафти на узбережжі до 2013 року. Після перемоги республіканців на виборах 1994 року Клінтон наклав вето на низку бюджетних законопроєктів, які містили поправки, спрямовані на зменшення екологічних обмежень. Клінтон похвалився, що його адміністрація «прийняла найсильніший захист якості повітря коли-небудь, покращила безпеку нашої питної води та їжі, очистила приблизно втричі більше місць токсичних відходів, ніж дві попередні адміністрації разом і допомогла пропагувати нове покоління енергозберігаючих транспортних засобів та транспортних засобів, які працюють на альтернативних видах палива».
Віце-президент Гор дуже пильно переймався глобальними змінами клімату, і Клінтон створив Раду президента з питань сталого розвитку. У листопаді 1998 року Клінтон підписав Кіотський протокол — міжнародну угоду, за якою розвинені країни зобов'язалися скоротити викиди вуглецю. Однак Сенат відмовився ратифікувати його, оскільки угода не поширюється на швидко зростаючі викиди країн, що розвиваються, таких як Китай, Індія та Індонезія

### Інші політики
Закон про захист авторських прав на цифрове тисячоліття, прийнятий Клінтоном 21 жовтня 1998 року, послужив першою суттєвою поправкою до Закону про авторське право з 1976 року. DMCA створила основу для звукозаписуючих власників авторських прав та виконавців звукозаписів, які шукають авторські винагороди за статутом. виявилося важливим досягненням для звукозаписної галузі. Закон включав положення, що підтверджує «добросовісне використання» матеріалів, захищених авторським правом, та інше положення, яке звільняє провайдерів Інтернет-послуг від відповідальності за ненавмисне передавання авторських прав. Того ж місяця Клінтон також підписав Закон про продовження авторських прав, який заднім числом продовжив захист авторських прав ще на двадцять років.
Відповідаючи на зниження ставок домогосподарства для сімей з низьким рівнем доходу, Клінтон прагнув реформувати Закон про реінвестування громади (CRA), щоб заохотити банки надавати кредити мешканцям районів з низьким рівнем доходу. Адміністрація запровадила нові правила, які не давали б банкам розширюватися, якщо вони не змогли виконати орієнтири для позик на місця з низьким рівнем доходу. У період з 1993 по 1998 рр. Кредитування АРК зростало швидшими темпами, ніж інші кредити, а вартість будинків у багатьох районах CRA зростала. Банки впровадили нові стратегії, спрямовані на задоволення позичальників із нижчим рівнем доходу, включаючи іпотеку з регульованою ставкою. Ці зусилля були частиною більш широкої ініціативи — Національної стратегії домоволодіння, яка допомогла збільшити частку американців, які володіли власними будинками, з 64 відсотків до 67,4 відсотка під час президентства Клінтона. Багато іпотечних кредитів, що дозволяли американцям купувати будинки, пізніше зіграють роль у розгорінні фінансової кризи 2007—2008 років.

## Зовнішні справи

### Торгівля
Клінтон зайняв посаду президента менше, ніж через два роки після розпаду Радянського Союзу, що ознаменувало закінчення холодної війни. З закінченням давнього геополітичного конфлікту торгівля стала все більш актуальним питанням у міжнародній політиці, оскільки країни домагалися зниження тарифів та інших торгових угод. Клінтон вважав, що глобалізація сприятиме економічному процвітання та демократизації в усьому світі, і він дотримувався кількох основних торгових угод. Президент Буш підписав Північноамериканську угоду про вільну торгівлю (NAFTA) з Канадою та Мексикою в останній рік свого терміну, але угода ще не була ратифікована, коли Клінтон вступив на посаду. Протистояння NAFTA перекреслили партійну лінію, оскільки організовані трудові союзники, такі як демократичний конгресмен Дік Гефаррд та консервативні ізоляціоністи, як Пат Б'юкенен, протистояли ратифікації. Оскільки доля NAFTA досі залишалася невизначеною у Палаті представників, віце-президент Гор зустрівся з Россом Перо на теледебатах CNN. Висока ефективність Гора в дебатах, а також ефективна лобістська кампанія адміністрації Клінтона допомогли NAFTA отримати ратифікацію в листопаді 1993 р.
Крім NAFTA, адміністрація Клінтона уклала близько 300 торгових угод з іншими країнами. Надаючи Китаю тимчасовий статус найбільшого сприяння в 1993 році, його адміністрація мінімізувала рівень тарифів на китайський імпорт. У 2000 році Клінтон підписав законопроєкт, що надає постійні нормальні торгові відносини з Китаєм, і американський імпорт з Китаю масово зростав у наступні роки.

### Військові втручання
Див. також: Миротворчі сили ООН
Заворушення в Сомалі вже переросли в повномасштабну громадянську війну в 1991 році, і президент Буш відправив 25000 американських солдатів в країну, щоб приєднатися до Організації Об'єднаних Націй по підтриманню миру місії. До кінця 1993 року Сомалі залишалися в стані громадянської війни, і 4000 американських солдатів все ще служили в миротворчій місії ООН. У жовтні 1993 року спецназ США розпочав рейд на Могадішо з наміром захопити воєначальника Мохамеда Фараха Айдіда, який вів атаки проти сил ООН. Рейд закінчився невдачею та смертю вісімнадцяти американців. Інцидент виявився бентежним для адміністрації Клінтона, оскільки багато американців сумнівались у присутності американських солдатів у Сомалі. Після того, як на початку 1994 року сомалійські лідери підписали мирну угоду, Клінтон вивів з країни сили США.
Досвід Сомалі загострив внутрішні дебати навколо ролі військової сили США в епоху після холодної війни. Перемагаючи тих, хто виступає за невтручання, адміністрація Клінтона поставила нові межі для розміщення американських військ, особливо у складі миротворчих місій ООН. У квітні 1994 року Хуту в Руанді беруть участь в геноциді проти меншини Тутсі, убивши 800.000 людей в проміжку трьох місяців. ООН направила невелику силу для надання допомоги, але США, не маючи стратегічного чи економічного інтересу в країні, не втручалися. Пізніше Клінтон описав невтручання в Руанду як найгіршу помилку своєї адміністрації.
Військова хунта на Гаїті витіснила демократично обраного президента країни Жана-Бертран Арістіда в 1991 році. Клінтон був схильний відновити Арістіда, частково через стримування потоку гаїтян, що тікають до США. Військове втручання в країні, яка не представляла загрози для США. Незважаючи на опозицію Конгресу та громадськості, Клінтон у вересні 1994 р. оголосив, що США усунуть Хуту, якщо він добровільно не відмовиться від влади. Одночасно він направив мирну місію, що складалася з Пауелла, колишнього президента Джиммі Картера та сенатора Сема Нанна переконати військовий уряд відмовитися. Коли американські солдати готувалися розпочати страйк проти Гаїті, військовий уряд погодився відновити Арістіда.

### НАТО та Росія
Див. також: Розширення НАТО

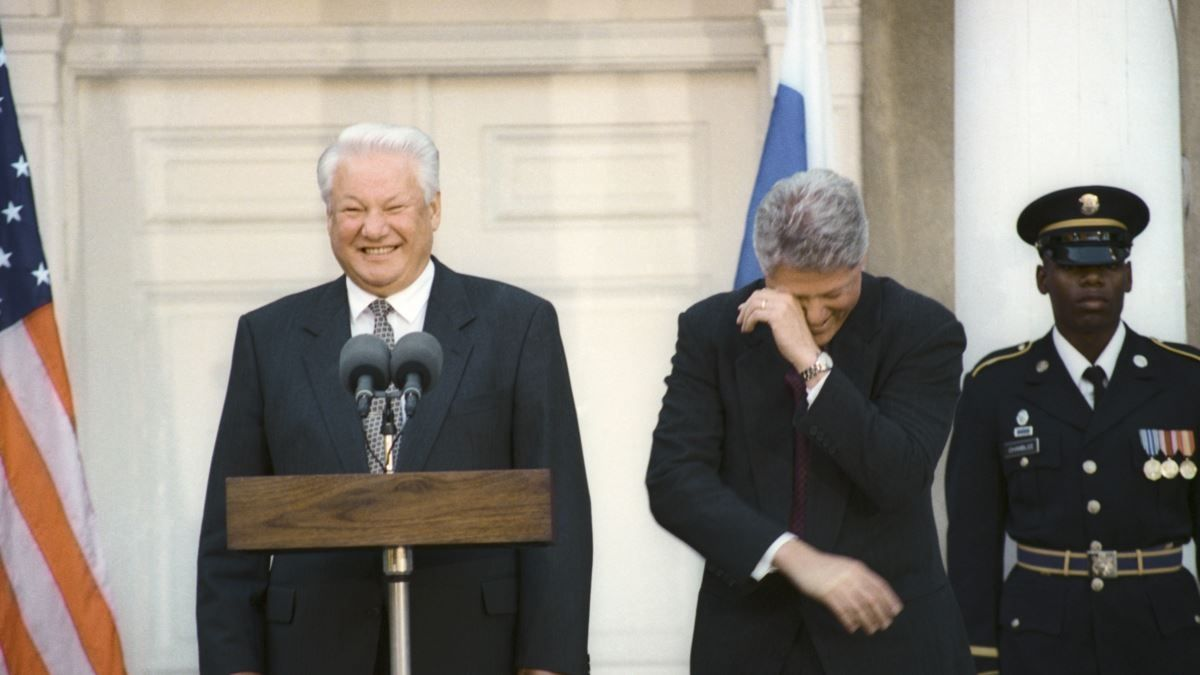
Президент Росії Борис Єльцин і Президент США Білл Клінтом на конференції у Вашингтоні у 1995 році.

Клінтон головував при вступі Угорщини, Польщі та Чехії до НАТО

Одним із головних пріоритетів Клінтона було розширення НАТО на колишніх країн Східного блоку у Східній Європі, оскільки Клінтон вважав, що НАТО надаватиме стабілізуючий вплив на ці країни. НАТО було створено як блок протистояння Радянському Союзу, і багато російських лідерів відчули загрозу розширенням військового союзу. Розширення НАТО Клінтона також наштовхнулося на внутрішній опір тих, хто побоювався відчуження Росії. Клінтон виховував тісні стосунки з президентом Росії Борисом Єльциним, і в 1997 році Клінтон отримав неохочу згоду Єльцина на розширення НАТО, прочистивши шлях до вступу Угорщини, Польщі та Чехії. Єльцин висловився за зобов'язання не розширювати НАТО в країнах Балтії, але Клінтон не бажав пов'язувати своїх наступників з такою обіцянкою. Французи наполягали на приєднанні Румунії та Словенії до НАТО, але Клінтон виступив проти цього кроку, оскільки він вважав, що занадто швидке розширення до Східної Європи зменшить силу НАТО.
Клінтон намагався допомогти Єльцину уникнути економічної депресії, реформувати російську економіку та запобігти відродженню комунізму. Клінтон спокійно допоміг Єльцину перемогти в переобранні в 1996 році і зіграв головну роль при вступі Росії до Великої Вісімки (G8), конференції країн з найбільшими економіками.

### Тероризм
Тероризм став все більш важливим питанням національної безпеки під час адміністрації Клінтона. В останні роки радянсько-афганської війни, Осама бен Ладен організував Аль-Каїду, войовничу сунізську організацію. Бен Ладен та інші лідери Аль-Каїди зневажали західні цінності і особливо були розлючені військовою присутністю США в Саудівській Аравії. «Аль-Каїда» зросла протягом 90-х років, займаючись тероризмом на Близькому Сході та в інших країнах. Група взяла на себе відповідальність за вибух у Всесвітньому торговому центрі 1993 року, вибухи двох посольств США в Східній Африці та бомбардування американського корабля в порту в Ємені. В якості помсти Клінтон наказав здійснити бомбардування об'єктів Аль-Каїди в Афганістані та Судані. Центральне розвідувальне управління і військові відстежували рух Бен Ладена в спробі захопити або убити його, але Бен Ладен ухилявся від захоплення або смерті в гірській і ворожій країні Афганістану.

### Інші питання та події

Країни, які відвідував президент Білл Клінтон під час його перебування на посаді

Клінтон прагнув опосередкувати арабо-ізраїльський конфлікт, заохочуючи лідерів Ізраїлю та Організації визволення Палестини досягти Ословських угод 1993 року. Наступна угода створила Палестинську національну адміністрацію, якій було надано контроль над сектором Газа — територією, яку Ізраїль взяв під контроль у Шестиденній війні 1967 року. Під час свого другого терміну Клінтон прагнув відродити спокійний мирний процес, зокрема, переконавши Ізраїль передати контроль над Західним берегом, іншою територією, захопленою в Шестиденній війні. Клінтон провів саміт 2000 року в Кемп-Девіді між палестинським лідером Ясіром Арафатом та прем'єр-міністром Ізраїлю Ехудом Бараком, але дві сторони не змогли досягти домовленості. У вересні 2000 року палестинці розпочали повстання, відоме як Друга Інтифада, яке триватиме і після закінчення президентства Клінтона.
Клінтон підтримував економічні санкції та заборонені зони введення Іраку після війни в Перській затоці. В знак помсти за спробу вбивства Іраком екс-президента Буша, Клінтон наказав здійснити ракетні удари по штабу іракської розвідувальної служби. Після того, як Хуссейн неодноразово перешкоджав комісії ООН, яка доручала контролювати Іракську програму ЗМЗ, США та Британія взяли участь у бомбардуванні проти іракських озброєнь. Ці набіги триватимуть періодично до вторгнення в Ірак 2003 року.
У січні 1995 року, економічні радники Клінтона повідомили йому, що мексиканський уряд впровадить дефолт по своїх кредитах, якщо США не запропонують кредитний пакет на 25 мільярдів доларів. Хоча Клінтон і спікер палати Гінгріх вважали, що запобігання економіці Мексики є важливим для інтересів США, Конгрес відмовився надавати пакет допомоги. Адміністрація Клінтона також допомогла обмежити наслідки фінансової кризи в Азії 1997 року, підтримуючи відкриті ринки США.
Незважаючи на опозицію консерваторів і ветеранів війни у В'єтнамі, Клінтон нормалізував відносини з В'єтнамом у 1995 році. Того ж року він став першим президентом США, який відвідав В'єтнам. Клінтон також був першим президентом, який відвідав Ботсвану, Словенію та Південну Африку.
У 1997 році Тоні Блер з Лейбористської партії переміг на виборах прем'єр-міністром Великої Британії. Клінтон і Блер поділилися центристським підходом до політики, і вони спільно просували свій «Третій шлях» (між традиційною лівою і правою політикою) на міжнародній арені.

## Імпічмент

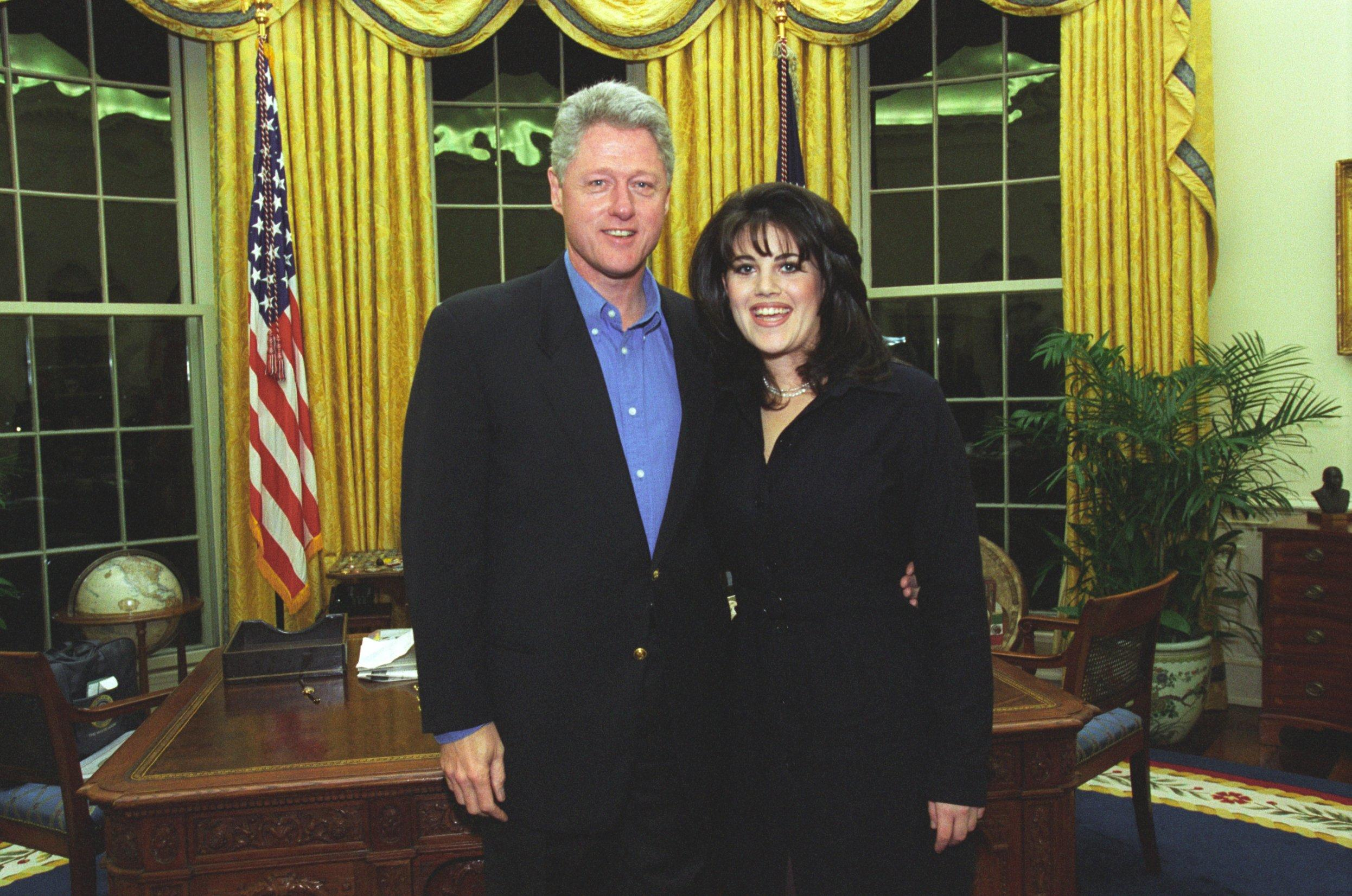
Клінтон і Моніка Левінскі, 28 лютого 1997 року

До вступу на посаду Білл та Гілларі Клінтон інвестували в корпорацію Whitewater Development Corporation, компанію з розвитку нерухомості, що належить Джиму Макдугалу та Сьюзен Макдугал, які швидко збанкрутували. Пізніше Макдугалів звинуватили у шахрайстві через діяльність, пов'язану з ощадно-позиковою асоціацією. Смерть Вінса Фостера, заступника юридичного радника Білого дому, у липні 1993 року  викликала нові звинувачення щодо зв'язків Клінтонів із асоціаціями заощаджень та позик, поклавши початок тому, що стало відомим як Вайтвотерський скандал. Щоб зняти звинувачення, пов'язані зі смертю Фостера, Клінтон уповноважив Генерального прокурора Рено призначити спеціального прокурора відповідно до Закону про етику в уряді. Пізніше зібралась спеціальна колегія з трьох суддів і призначила Кен Старра, колишнього Генерального соліситора США, незалежним радником, якому було доручено розслідувати Вайтвотерський скандал. Розслідування Старра поширилося за межі Вайтвотеру, частково через позов про сексуальні домагання, поданий проти Клінтона Паулою Джонс, колишньою службовцем Арканзасу.
У 1998 році в офісі Старра дізналися, що у стажерки Білого дому Моніка Левінскі були стосунки з Клінтоном. У свідченнях, пов'язаних із позовом Джонс, Клінтон присягнув, що він не вступав у сексуальні стосунки з Левінскі. Клінтону вдавалось стримувати чутки про стосунки з Левінскі до липня 1998 року, коли Старр уклав з Левінскі угоду про її недоторканність і отримав її зізнання в цій справі. Клінтон публічно вибачився за ставлення до Левінскі у вересні 1998 року. Хоча Клінтон стверджував, що він не брехав під присягою у своїх свідченнях у справі Джонс, Юридичний комітет Палати представників США розпочав процедуру імпічменту. Скандал з Левінскі охопив Конгрес та президентство, зірвавши сподівання адміністрації на реформування федеральної програми медичного страхування Медікер та соціального захисту. Люди з обох партій були обурені стосунками Клінтона зі стажеркою, проте багато демократів пом'якшали під впливом неодноразових публічних вибачень Клінтона і вважали реакцію засобів масової інформації та республіканців як непропорційну значимості справи.
Палата представників США ухвалила імпічмент проти Клінтона по двом статтям. У січні 1999 року Сенат розпочав другий в історії США імпічмент президента після імпічменту Ендрю Джонсона. Усунення президента вимагало дві третини голосів Сенату. Хоча республіканці мали більшість у Сенаті, обидві статті імпічменту не змогли навіть набрати більшість голосів. У 1999 році Конгрес вирішив не поновлювати Закон про незалежних радників, який дозволив призначити Старра, це означає, що майбутні розслідування подібного характеру будуть проводитися під наглядом Міністерства юстиції, а не через судову колегію. Пізніше Клінтон публічно визнав, що «свідомо давав ухильні та оманливі відповіді» у справі Джонс.

## Вибори під час президентства Клінтона

### Проміжні вибори 1994 року
Серії суперечок, включаючи суперечки про геїв у збройних силах, суперечливі битви за підтвердження та «Travelgate», в середині 1993 р. Зафіксували рейтинг схвалення Клінтона до всього 37 відсотків. Подальші невдачі, пов'язані з охороною здоров'я та зовнішньою політикою, залишили Клінтона у слабкій позиції напередодні виборів 1994 року. Під керівництвом Ньюта Гінгріха, республіканці Палати створили договір з Америкою, який обіцяв капітальний ремонт федеральної системи добробуту та прийняття збалансованої поправки до бюджету, обмеження строків та дерегуляції. Республіканці перемогли в обох палатах Конгресу, набравши на 54 місця більше в Палаті представників і на 9 місць більше в Сенаті. Оскільки перемога дала республіканцям єдиний контроль над Конгресом вперше після 1955 року, деякі коментатори називали вибори 1994 року «республіканською революцією».
| Конгрес | Сенат | Палата |
| ------- | ----- | ------ |
| 103-й   | 57    | 258    |
| 104-й   | 47    | 204    |
| 105-й   | 45    | 207    |
| 106-й   | 45    | 211    |
| 107-й   | 50    | 212    |

### Передвиборча кампанія 1996р.

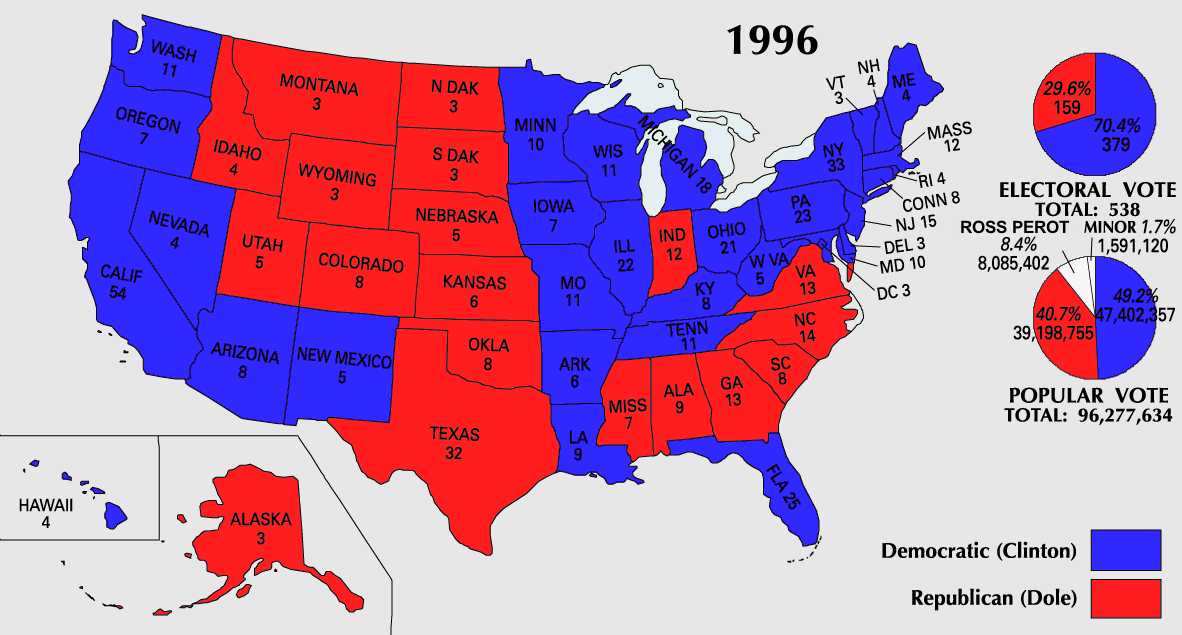
Карта результатів президентських виборів 1996 року

Звернення Клінтона про бюджет і боснійську війну поліпшили його рейтинги схвалення. Лідер більшості в Сенаті Боб Доул переміг Пета Б'юкенена і Стіва Форбса в республіканських праймеріз 1996 і Доул був офіційно висунутий кандидатом в президенти на Республіканській національній конвенції в серпні 1996 року. На з'їзді Доул вибрав колишнього конгресмена Джека Кемпа своїм партнером і заявив, що віддає перевагу зменшенню податку на прибуток на 15 %. Перо знову балотувався в президенти, цього разу як член Реформаторської партії.
Клінтон продовжував позиціонувати себе як центрист, заявляючи на початку 1996 року, що «епоха великого уряду закінчилася». Тим часом Доул, один з найстаріших головних кандидатів у президенти партії в історії, виявився неефективним перед вибором. Доулу не вдалося знайти виграшну тему для проведення агітації, і Клінтон переміг з широким відривом у голосуванні народного голосування та Колегії виборців. Клінтон переміг на Північному Сході і здобув велику частину Середнього Заходу, тоді як Доул виступив найкраще в гірських штатах і на Півдні. Незважаючи на перемогу Клінтона, на виборах у Конгрес 1996 р. Республіканці зберігали контроль над Палатою та Сенатом. З республіканцями, що контролювали Конгрес, Клінтон утримався від пропозицій про основні внутрішні ініціативи у своєму другому терміні.

### Проміжні вибори 1998 року
У розпал слухань про імпічмент, рейтинг схвалення Клінтона піднявся вище 65 відсотків. Опитування показали, що багато хто з громадськості не потурав відносинам Клінтона з Левінскі, але вони не вірили, що це було підставою для усунення з посади. Всупереч прогнозам втрат конгресу, демократи зібрали п'ять місць у Палаті представників; жодна партія не отримала місць у сенаті. Це перші вибори після 1934 року, коли партія президента, отримала місця на проміжних виборах. Гінгріх пішов у відставку з посади після виборів, і його змінив на посаді спікера палати Денніс Гастерт.

### Вибори 2000 року та перехідний період
Основна стаття: Президентські вибори у США 2000

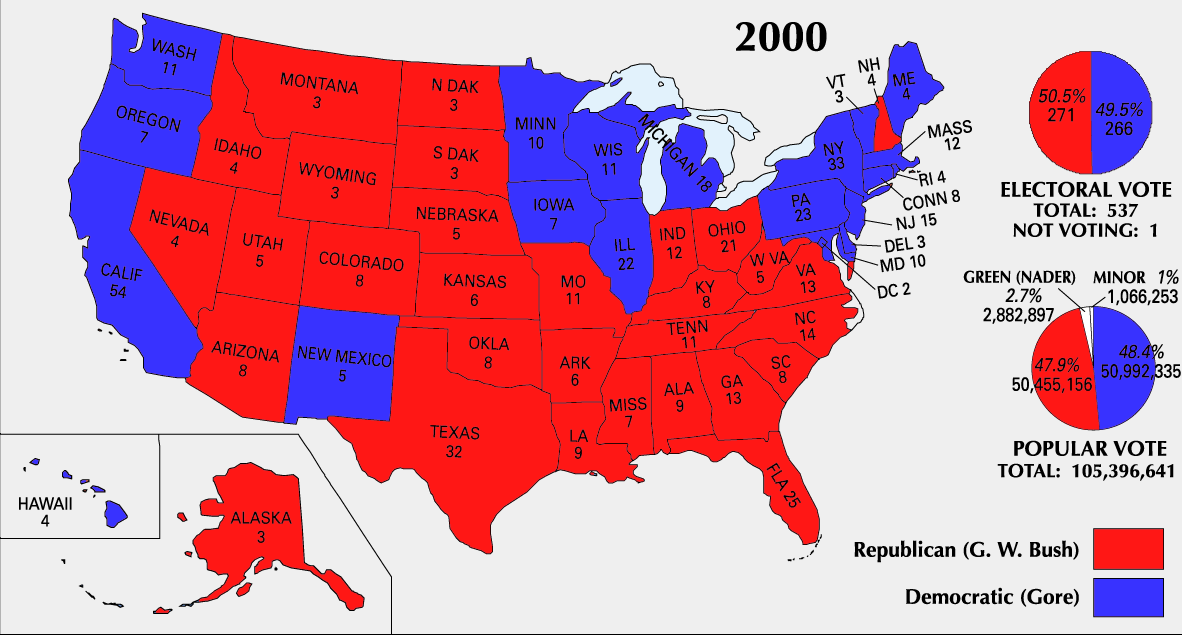
Карта результатів президентських виборів 2000 року

Віце-президент Аль Гор надіслав виклик сенатору Біллу Бредлі з Нью-Джерсі на початку 2000 року. Гор вибрав кандидатом в віце-президенти сенатора Джо Лібермана з Коннектикуту, відомого внутрішньопартійного критика Клінтона та справи з Левінскі. Техаський губернатор Джордж Буш, син колишнього президента Буша, переміг у номінації республіканців після поразки сенатора Джона Маккейна з Аризони в республіканських праймеріз 2000 року. Своїм партнером Буш обрав Діка Чейні, який обіймав посаду міністра оборони при Джорджі Буші сташому. Пат Бьюкенен був кандидатом від Реформаторської партії, і він закликав скоротити імміграцію. Ральф Нейдер виступив кандидатом від партії Зелених, завоювавши підтримку багатьох лібералів, розчарованих центристськими тенденціями Клінтона та Гора.
Буш закликав до значного зниження податків, часткової приватизації соціального захисту та шкільних ваучерів. Він також розкритикував Клінтона за «побудову нації» на Гаїті та інших країнах і нападав на сексуальну нерозбірливість Клінтона. Клінтон і Гор були близькими політичними партнерами протягом більшої частини президентства Клінтона, але Гор тримався на відстані від Клінтона під час своєї президентської кампанії. На виборах Гор виграв вузьку більшість народних голосів, взявши 48,4 відсотка до 47,9 відсотка Буша та 2,7 відсотка Нейдера. Гор виграв велику частину Північного Сходу, Середнього Заходу та Тихоокеанського узбережжя, тоді як Буш домінував на Півдні та Внутрішньому Заході. Однак переможець виборів був незрозумілим у ніч виборів, оскільки жоден кандидат не забезпечив себе більшістю голосів на виборах.
Результат виборів залежав від Флориди. Протягом наступних п'яти тижнів обидві кампанії вели інтенсивну судову боротьбу за виборчий закон, коли Флорида проводила перерахунок. Верховний суд Флориди одноголосно підтримав перерахунок, але команда Буша звернулася до Верховного суду Сполучених Штатів. 12 грудня рішенням 5-4 верховний суд зобов'язав припинити перерахунок, залишивши Буша переможцем штату Флорида (отримав лише на 500 голосів більше у штаті) та переможцем виборів. Буш став четвертим президентом в історії США, і першим після 1888 року, який переміг на виборах, незважаючи на те, що програв всенародне голосування. Республіканці також зберегли контроль над Палатою та Сенатом, надавши партії єдиний контроль над Конгресом і президентством вперше після виборів 1954 року.

## Оцінка президентства

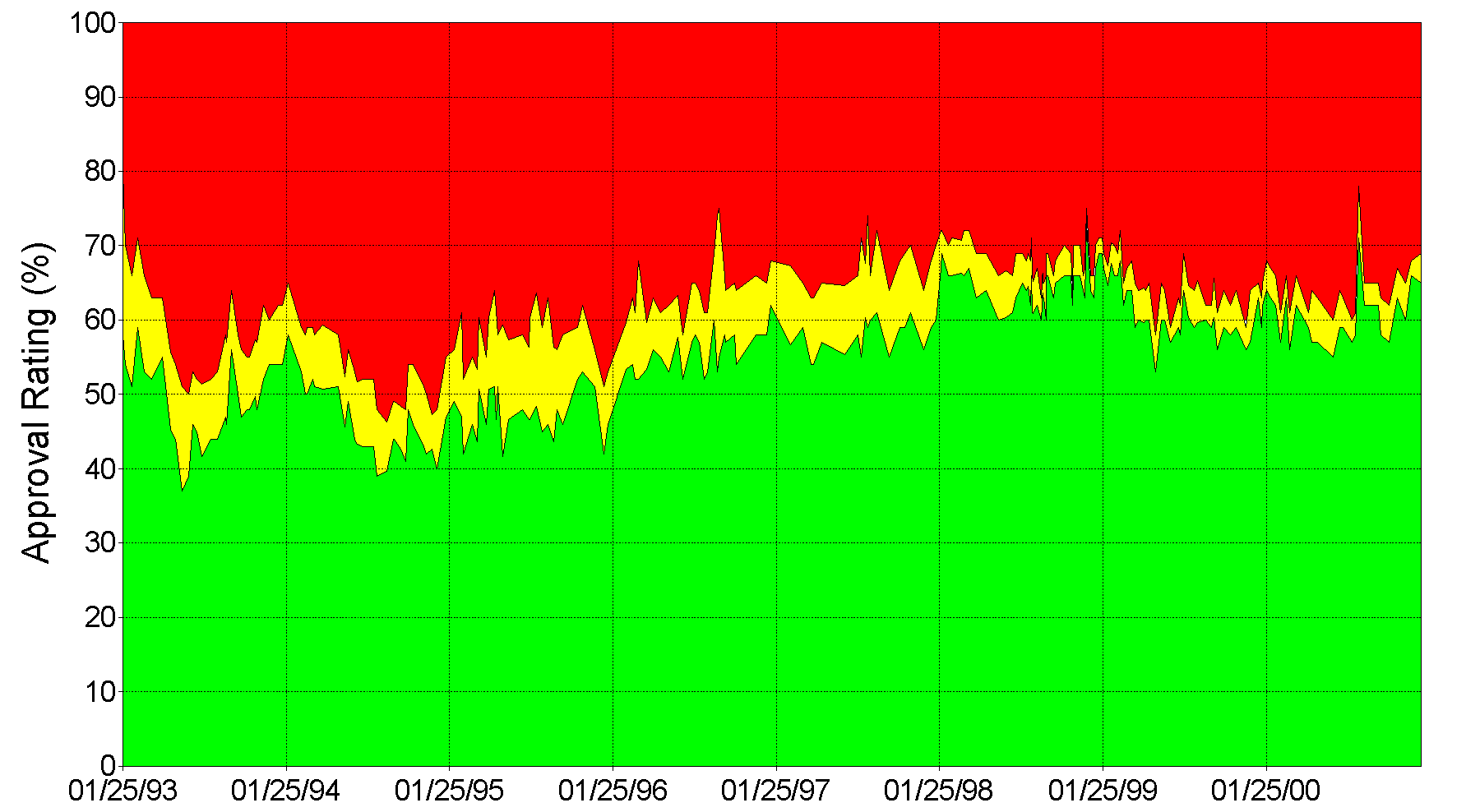
Графік оцінок Клінтона на опитуваннях Ґаллапа

Опитування істориків та політологів, як правило, Клінтона оцінювали як середнього чи вище середнього президента. Опитування, проведене американською асоціацією президентів та виконавчої політики з питань політичних наук за 2018 рік, визнало Клінтона 13-м найкращим президентом. Опитування істориків C-Span у 2017 році класифікувало Клінтона 15-м найкращим президентом.

Звертаючись до спадщини Клінтона, Рассел Л. Райлі пише:
Президентство Клінтона все ще залишається з нацією таким чином, що ускладнює складання обгрунтованих суджень про його тривалу історичну спадщину. Однак науковці починають зосереджуватися на деяких аспектах його управління, в яких історичне значення Клінтона може бути суттєвим. Наприклад, Клінтон зумів переробити імідж та операції Демократичної партії способами, які ефективно підірвали так звану Рейганську революцію. Його партія «Новий демократ» кооперувала заклик Рейгана до правопорядку, індивідуалізму та реформи добробуту, зробивши партію більш привабливою для білих американців середнього класу. Водночас відроджена партія зберегла традиційні демократичні зобов'язання щодо забезпечення знедолених, регулювання надмірностей приватного ринку, підтримки меншин та жінок, та використання уряду для стимулювання економічного зростання. Більше того, Клінтон скористався зростанням невдоволення крайньо правим екстремізмом всередині Республіканської партії. Тим не менш, претензії Клінтона на міцну позитивну спадщину для Демократичної партії були серйозно підірвані двома реаліями: перенесенням контролю над Конгресом на Республіканську партію і програш його наступника, віце-президента Аль Гора, на президентських виборах 2000 року. Таким чином, партизанська спадщина Клінтона залишається складною та невизначеною.